# Rika Ishikawa
Rika Ishikawa (in lingua giapponese 石川 梨華; Yokosuka, 19 gennaio 1985) è una cantante e attrice giapponese.

## Carriera
Associata alla Hello! Project, è stata membro della quarta generazione del gruppo pop femminile Morning Musume, di cui ha fatto parte dal 2000 al 2005.
Dal giugno 2008 è nel trio v-u-den. Fa parte anche del progetto Ongaku Gatas e dal 2008 del duo Hangry & Angry insieme a Hitomi Yoshizawa.
Dal 2011 è un elemento del progetto parallelo chiamato Dream Morning Musume.
Ha fatto parte anche di Tanpopo (2000-2003), Ecomoni (2004), DEF.DIVA (2005-2006) e altri gruppi.